# أحداث 5 أكتوبر 1988
أحداث 5 أكتوبر 1988 هي أحداث شهدتها الجزائر، متظاهرين خرجوا للشوارع في احتجاجات عارمة عمت الولايات الجزائرية، يوم 5 أكتوبر 1988، حيث تدخلت قوات الجيش لقمع المتظاهرين، وهذا الإجراء خلف حصيلة كارثية من القتلى، وقتل في هذه الأحداث حسب إحصائيات رسمية 169 شخصاً، بينما يرتفع العدد لدى المعارضة إلى ما لا يقل عن 500 قتيل وآلاف المفقودين قسراً.

## حالة المجتمع في هذه الفترة
كانت فترة صعبة، وهي فترة انتقال البلاد من مرحلة الاستعمار إلى الاستقلال.. لم يتخلصوا بَعْدُ من المُعانات النفسية للتحول من حال إلى حال، ولم يكونوا يعرفوا وجهة البلاد في دَوَّامة الاستقلال ولا وجهة الذات.. أما من حيث المعيشة فكانت سيئه والبعض متوسطة والبعض الآخر مقبوله، لكن نفوس أفراد المجتمع كانت في حالة اضطراب وكَبْت في النفوس والأفكار. والظاهر أنّه سرى في عروق أفراد المجتمع الانتقام والغيض لِمَا خلَّفَّه المستعمر من أضرار في البلاد والعباد. وكان لزاما والحال كما بيَّنَّا، أن يشتعل الشعب نار وينفجر دمار لأتفه الأسباب، وأحقر العلل.

### أسبابها
السبب الرئيسي للأحداث هو الوضع المعيشي المتردي والبطالة المستشرية والاقتصاد المنهار والإقصاء والحرمان والبيروقراطية.

### المدن التي عمتها المظاهرات
بدأت في الجزائر العاصمة. وهران. قسنطينة ومنطقة القبائل وعنابة.

### تسلسل الأحداث
في يوم 25 سبتمبر بدأت ملامح ثورة شعبية وعمالية تلوح في الأفق بعد أن عقدت نقابة مؤسسة صناعة السيارات سوناكوم لقاء بالمركب، حيث ندد العمال، لأول مرة، بالفساد وببعض رموز الدولة، مرددين شعارات مناهضة لهم· أما في الأحياء الشعبية، فقد فتح، خطاب الشاذلي
بن جديد، المجال واسعا للحديث عن قرب ثورة شعبية في الجزائر ضد رموز الدولة، كيف لا والأزمة الاقتصادية التي عرفتها الجزائر عام 1986 بسبب تدني أسعار المحروقات، وما صاحبها من تدن للقدرة الشرائية وإعلان عدد من الشركات الوطنية إفلاسها وعدم قدرتها استيراد القهوة والدقيق، ساهم في تأجيج غضب الشارع·
- في 4 أكتوبر الذي كان يوم أربعاء،1988 بدأت بعض القلاقل تظهر في أحياء شعبية معروفة كباب الوادي والرويبة والحراش، فانتشرت مصالح الأمن أو كان يسمى سابقا لدى عامة الناس بـ الأمن العسكري، عبر بعض هذه الأحياء لتقصي الحقائق ومعرفة ما كان يحضر له·
- في 5 أكتوبر، وفي وسط باب الوادي، اعترضت مجموعة من الشباب سبيل حافلة وقاموا بإنزال كل ركابها وأضرموا فيها النار، ثم توسعت إلى باقي شوارع الحي العتيق حيث استهدف المواطنون كل ما يرمز للدولة، وانتهز العاطلون عن العمل، وكذا البسطاء، مؤسسات أروقة الجزائر ونهبوا كل ما فيها، وقد بلغ صدى هذه الاحتجاجات إلى أحياء باش جراح والحراش والشراقة وعين البنيان، ثم حتى الأحياء الراقية كالأبيار وبن عكنون وحيدرة، وتحولت العاصمة، بأكملها، إلا بؤرة للاحتجاجات وأعمال التخريب والحرق ومحاولة اقتحام منازل عدد من الشخصيات التي كانت ترمز لنظام الحكم في الجزائر آنذاك·

أما المواطنون الذين لم يكونوا على علم بما يحدث وفضلوا المكوث ببيوتهم، فكانت آذانهم معلقة ببعض الإذاعات الدولية، خاصة فرنسا الدولية التي كانت تعطي بعض المعلومات عما يحدث، أما التلفزيون، فاكتفى ببث صور التخريب ونداءات تدعو للهدوء والتعقل·
- يوم الخميس 6 أكتوبر 1988، امتدت المظاهرات إلى كل الأحياء الشعبية، وانقطعت الدراسة في المدارس والثانويات خوفا من أن تمتد المظاهرات إلى لثانويات ويلتحقون بالحركة، وذلك بأمر من وزارة التربية الوطنية·
- يوم 7 أكتوبر 1988 المصادف ليوم الجمعة، حاول بعض قادة التيار السلفي في الجزائر قيادة مسيرة في شوارع باب الوادي انطلاقا من مسجد السنة الذي كان يتواجد به علي بن حاج، وقبل انطلاق المسيرة، دعا أحمد سحنون ومحفوظ نحناح المصليين للتعقل، غير أن هؤلاء لم يستجيبوا لنداءات الشيخين الذين كانا يحظيان بمصداقية لدى عامة الناس، وقد حاول كل من أحمد سحنون ونحناح وعباسي مدني التوجه إلى رئاسة الجمهورية لدعوة الرئيس الشاذلي بن جديد لوقف إطلاق الرصاص على المتظاهرين وإطلاق سراح الموقوفين من المتظاهرين، لكن مصالح الأمن رفضت ذلك ومنعتهم من الوصول إلى مقر الرئاسة·

وفي المساء، أعلن الرئيس الشاذلي بن جديد، حالة الحصار وفرض حظر التجول ليلا في العاصمة وضواحيها، وانتشرت قوات الجيش عبر كامل أحياء العاصمة حفاظا على ما تبقى مما خربه المتظاهرون·
- 8 أكتوبر، بدأ عدد من الشخصيات والمدافعين عن حقوق الإنسان، ومنهم علي يحيى عبد النور وعدد من ممثلي تيار اليسار، في التحرك للمطالبة بالإفراج عن الموقوفين بعد أن تسربت معلومات عن تعرض العديد منهم للتعذيب، وامتدت هذه المطالبات إلى جامعة بن عكنون حيث عقد الطلبة والجامعيون جمعيات عامة تطالب بالإفراج عن الموقوفين
- يوم الأحد 9 أكتوبر اتسعت حملة الاعتقالات، وأذاعت وسائل الإعلام خبر توجه الرئيس الشاذلي بن جديد بخطاب للأمة يوم الاثنين على الساعة الثامنة مساء. ·
- يوم 10 أكتوبر، بعد النداء الذي وجهه الشيخ علي بن حاج، قام الآلاف من الشباب ببلكور الآتون من أحياء سوستارة والقصبة وباب الواد وبولوغين بمسيرة سلمية وصامتة باتجاه باب الواد، لكن لدى مرورهم بالمديرية العامة للأمن، أطلَقَ مجهول النار، فردّ الجيش على إثر ذلك بالمثل، وكان عدد الضحايا 43 ضحية.

يظهر الشاذلي بن جديد على التلفزيون، ودعا المواطنين للتعقل، ووعدهم بغد أفضل، وبإصلاحات في جميع المجالات السياسية والاقتصادية، وكان الهدوء قد عاد إلى كل أحياء العاصمة وما جاورها وفهم الجزائريون أن ثمة تلميح لتغيير في نظام الحكم، وأن الجزائر مقبلة على الانفتاح، وهو ما تم فعلا، حيث رحل شريف مساعدية عن جبهة التحرير الوطني ليخلفه عبد الحميد مهري، وأقر الشاذلي دستورا جديدا أقر التعددية السياسية والإعلامية في الجزائر، وفتح مجال النشاط واسعا لكل التيارات السياسية مهما كانت انتماؤها، وأقر حرية التعبير أيضا، كما فتح المجال الاقتصادي للقطاع الخاص·
يوم الأربعاء 12 أكتوبر: ترفع حالة الحصار لتدخل الجزائر مرحلة ما بعد الانتفاضة

### عدد الضحايا
تقر الدولة ب 169 قتيل في حين يقدرها المعارضون بأكثر من 500 قتيل وآلاف المفقودين قسرا